# 赵子尚
赵子尚（1908年—1986年），男，直隶（今河北）平山人，中华人民共和国政治人物，曾任煤炭工业部副部长，中国会计学会副会长。